# Moroni Olsen
Moroni Olsen, född den 27 juni 1889 i Ogden, Utah, död den 22 november 1954 i Los Angeles, Kalifornien (hjärtattack), var en amerikansk skådespelare. Han kom från en mormonsläkt och var döpt efter profeten/ängeln Moroni. Olsen var en populär birollsaktör i amerikansk film under framförallt 1940-talet och medverkade som skådespelare i över 100 Hollywoodfilmer.

## Filmografi i urval
- 1951 – Morfar opp i dagen
- 1950 – Brudens fader
- 1949 – Pionjären
- 1948 – Ring Northside 777
- 1947 – Besatt
- 1947 – Den höga muren
- 1947 – Pappa och vi
- 1946 – Notorious!
- 1945 – Vägen mot ljuset
- 1945 – Mildred Pierce - en amerikansk kvinna
- 1945 – Människor på hotell
- 1942 – Det hände i Paris
- 1942 – Glasnyckeln
- 1941 – En bit av himlen
- 1940 – Vägen till Santa Fe
- 1940 – Virginia City
- 1939 – Rose från Washington Square
- 1939 – Homicide Bureau
- 1937 – Snövit och de sju dvärgarna (röst, den magiska spegeln)
- 1936 – Maria Stuart
- 1935 – De tre musketörerna
- 1935 – Annie Oakley